# Turgenia
Turgenia (Turgenia Hoffm.) – rodzaj roślin należący do rodziny selerowatych. Obejmuje dwa gatunki występujące w południowej Europie, północnej Afryce i zachodniej Azji. W Polsce notowana tylko jako efemerofit jest turgenia szerokolistna T. latifolia. 

## Systematyka
Pozycja systematyczna
Rodzaj należący do podplemienia Torilidinae plemienia Scandiceae i podrodziny Apioideae w obrębie rodziny selerowatych Apiaceae. W niektórych ujęciach bywa włączany do rodzaju marchew Daucus.
Wykaz gatunków
- Turgenia latifolia (L.) Hoffm. – turgenia szerokolistna
- Turgenia lisaeoides C.C.Towns.